# Gai Vibi Rufus
Gai Vibi Rufus (llatí: Gaius Vibius Rufus) va ser un magistrat romà del segle i. Formava part de la gens Víbia, una família romana d'origen plebeu.
Presumia de dues coses: de posseir la cadira curul que utilitzava Juli Cèsar i que s'havia casat amb la vídua de Ciceró. La vídua de Ciceró podria ser la tercera, Terència, però el més probable és que fos la segona, Publília. Tiberi el va elevar al consolat, però com que el seu nom no apareix als Fasti segurament va ser només cònsol sufecte.